# 1194 Aletta
1194 Aletta (1931 JG) là một tiểu hành tinh vành đai chính được phát hiện ngày 13 tháng 5 năm 1931 bởi Cyril V. Jackson ở Đài thiên văn Union, Johannesburg.
Tênd after discoverer's wife.